# Bank of Communications

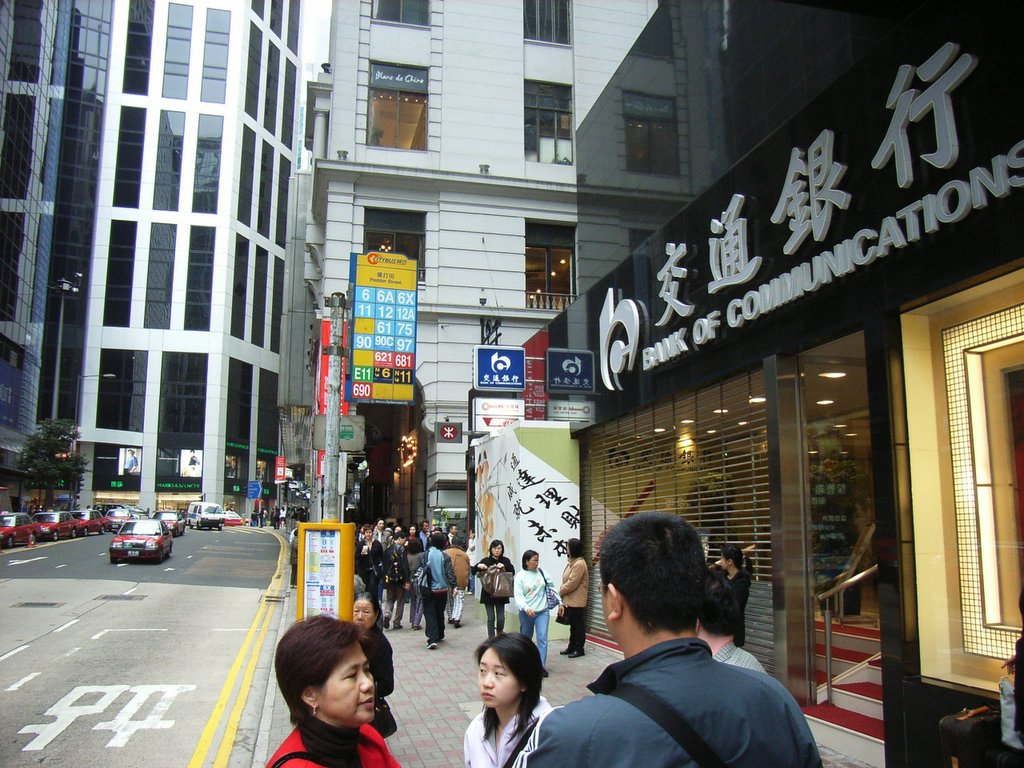
Filiale der Bank of Communications in Hongkong

Bank of Communications (BoCom oder BoComm, chinesisch 交通銀行, Pinyin Jiāotōng Yínháng) ist ein chinesisches Unternehmen mit Firmensitz in Shanghai. Das Unternehmen ist in den Aktienindices SSE 50 an der Börse in Shanghai und Hang Seng Index an der Börse in Hongkong gelistet. Im Unternehmen sind rund 50.000 Mitarbeiter beschäftigt.

## Unternehmensgeschichte
Bank of Communications wurde 1908 gegründet. Das Unternehmen wuchs in der Anfangszeit zu den ersten wenigen großen nationalen Banken in China, die Banknoten herausgaben. Am 27. November 1934 wurde die erste Filiale in Hongkong eröffnet. 1949 wurde das Unternehmen in zwei Unternehmensbereiche aufgeteilt. Aus dem einen Teil des Unternehmens entstand in Taiwan das Unternehmen Bank of Transportation (Chiao Tung Bank), das mit der International Commercial Bank of China fusionierte und den Namen Bank of China annahm. 1971 wurde in Taiwan dieses Unternehmen privatisiert und es entstand die Mega International Commercial Bank.
Auf dem chinesischen Festland entwickelte sich die Bank of Communications und stieg zu den fünf größten Banken in China auf. Die Bank of Communications hat 2.625 Filialen in China und des Weiteren Standorte in New York City, Tokio, Hongkong, Macao, Singapur, Seoul, London und Frankfurt.
Im Januar 2005 erwarb die britische Bank HSBC 19,9 Prozent an der Bank of Communications, Ende 2008 beträgt ihr Anteil 19,15 Prozent (9.381.484.261 Aktien).
Die Bank wird vom Financial Stability Board (FSB) als systemisch bedeutsames Finanzinstitut eingestuft und seit 2023 in der Liste global systemrelevanter Banken geführt.